# Saki Ueno
Saki Ueno (上野 紗稀 Ueno Saki?), född 20 november 1994, är en japansk fotbollsspelare som spelar för JEF United Chiba.
Saki Ueno spelade 1 landskamp för det japanska landslaget.